# Khaled Al Zaher
Khaled Al Zaher (2 settembre 1972) è un ex calciatore siriano, di ruolo centrocampista.